# Geissorhiza sulphurascens
Geissorhiza sulphurascens (лат.) — многолетнее травянистое клубнелуковичных растение, вид рода Geissorhiza семейства Ирисовые (Iridaceae). Эндемик ЮАР.

## Описание

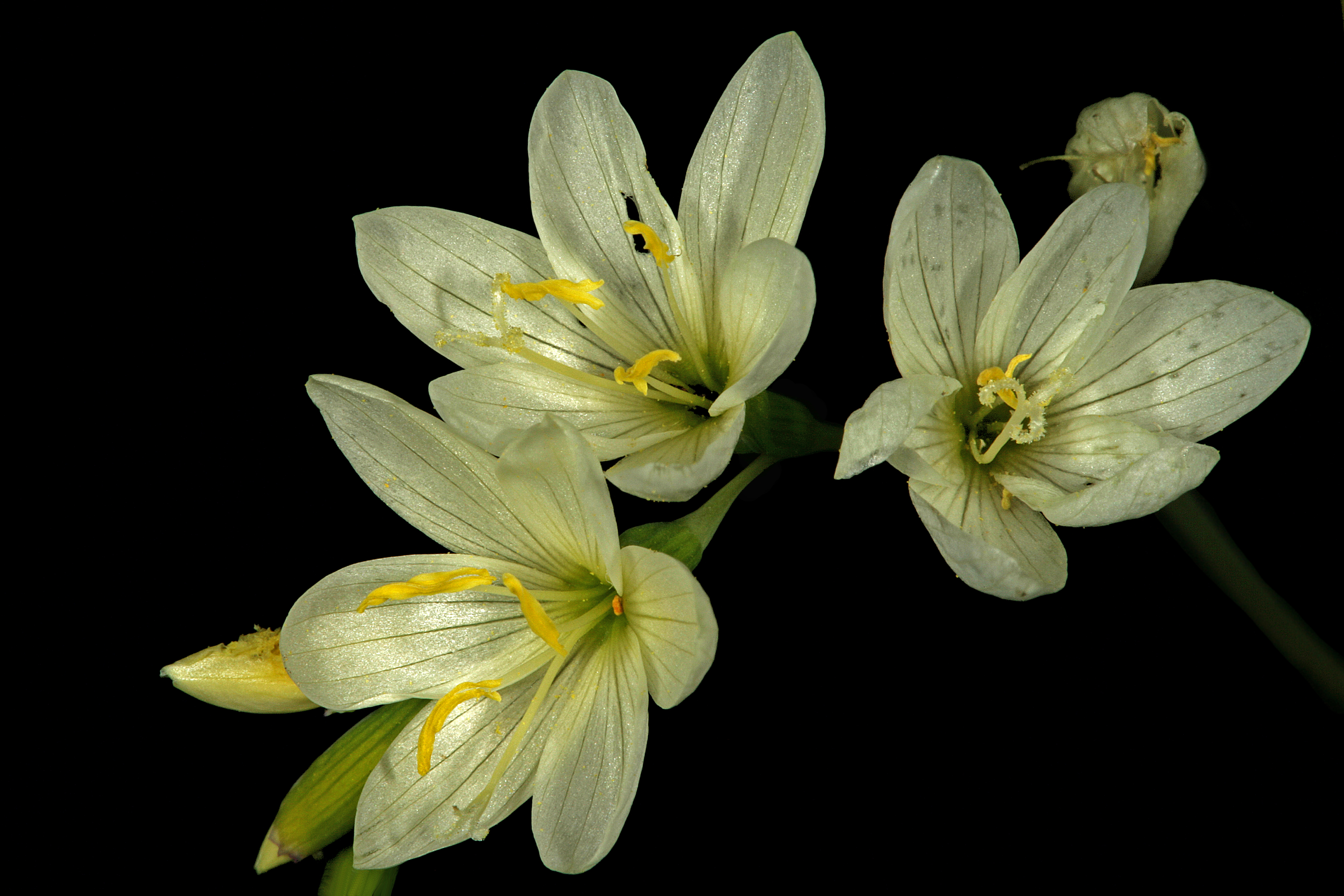
Соцветие G. sulphurascens может включать от 4-8 до 10 цветков.

Geissorhiza sulphurascens — клубнелуковичный геофит, высотой 12-20 см. Клубнелуковица яйцевидная, симметричная, 6-8 мм в диаметре; чешуйки черноватые, черепитчатые, выемки разделяют клубнелуковицу на правильные сегменты снизу. Стебель покрыт оболочкой на 2/3 длины, согнут над оболочкой самого верхнего листа, иногда с 1 ветвью. Листьев 3: нижние 2 базальные, растут либо от земли либо чуть выше, самые крупные, лопасти линейные, шириной 1 мм, края и главная жилка утолщены, с 2 бороздками на каждой поверхности. Колос изогнутый, наклонный, с 4-8(-10) цветками; прицветники зелёные, верхние края часто красные, иногда с возрастом становятся сухие и коричневатые около верхушки, 7-9 мм длиной, внутренние короче внешних. Цветки актиноморфные, листочки околоцветника обычно неглубоко чашевидные, кремово-белые; трубка околоцветника воронковидная, 3-4 мм длиной, заключена в прицветники; листочки околоцветника яйцевидно-эллиптические, 13-18 x 5-7 мм. Тычиночные нити прямые, равные, 5-8 мм длиной; пыльники 6 мм длиной, бледно-жёлтые. Столбик разделяется напротив вершины пыльников, ветви ± 2 мм длиной. Коробочки шаровидные 5 мм длиной.
Вид Geissorhiza sulphurascens несколько изолирован таксономически, он имеет относительно небольшие, кремово-белые или почти жёлтые цветки, расположенные на относительно густых колосках, трубка околоцветника длиной 3-4 мм и листочки околоцветника длиной 13-18 мм. Листья линейные с утолщёнными краями и главной жилкой, таким образом, с 2 бороздками на каждой поверхности. Самый верхний из трёх листьев обычно самый большой и охватывает нижние 2-3 части стебля, оболочка несколько вздутая и несколько ребристая, как и верхние листья всех членов секции Geissorhiza.

## Распространение и местообитание
G. sulphurascens — эндемик ЮАР. Произрастает на юго-западе Северо-Капской провинции в горах Боккевелд. Предпочитает плохо дренированные, влажные песчаные почвы, часто заболоченные зимой.